# Холминская поселковая община
Холминская поселковая общи́на (укр. Холминська селищна громада) — территориальная община в Корюковском районе Черниговской области Украины. Административный центр — пгт Холмы.
Население — 4504 человека. Площадь — 320,3 км².
Количество учреждений, оказывающих первичную медицинскую помощь — 5.

## История
Холминская поселковая община была создана 20 сентября 2016 года путём объединения Холминского поселкового совета, Жуклянского,Камковского, Козиловского сельсоветов Корюковского района и Радомского сельсовета Семёновского района.
17 июля 2020 года община вошла в состав нового Корюковского района. Корюковский и Семёновский районы были ликвидированы.

## География
Территория общины представляет из себя восточную часть бывшего Корюковского района и участок на юге бывшего Семёновского района. Община граничит с Корюковской и Сосницкой общинами Корюковского района, Понорницкой, Семёновской и Новгород-Северской общинами Новгород-Северского района. Реки: Убедь, Олешня.

## Населённые пункты
- пгт Холмы
- Берёзовая Роща
- Бобрик
- Борок
- Дачное
- Жукля
- Камка
- Козиловка
- Кучугуры
- Олешня
- Радомка
- Тихоновское
- посёлок Должик